# Cronström (adelsätt)
Cronström är en utslocknad svensk adelsätt, där en gren erhöll friherrlig värdighet.

## Historik
Släkten härstammar från nederländaren Marcus Kock (1585–1657), som gick i svensk tjänst 1626 och verkade som myntmästare på flera platser i landet. Tre av hans söner kom också att ägna sig åt detta yrke. År 1667 erhöll hans ättlingar i manliga led svenskt adelskap med namnet Cronström och introducerades på Riddarhuset 1668 under numer det gemensamma numret 786. 
Isaac Cronström (1661–1751) var en sonson till Marcus Kock om gjorde  militär karriär i nederländsk tjänst. Under spanska tronföljdskriget hade han lärt känna den blivande svenske kungen Fredrik I, och i samband med dennes kröning 1720 blev han upphöjd till friherre. En ogift son till Isaac Cronström blev ättens siste manlige medlem.
Två kvinnor i släkten, bägge med förnamnet Elisabeth blev genom sina giftermål stammödrar i var sin svensk adelsätt.
Den äldre av dessa var Marcus Kocks dotter Elisabeth Kock (1631–1720), som gifte sig med köpmannen Jakob Momma, adlad Reenstierna och blev stammor för den fortlevande ätten Reenstierna. Den yngre Elisabeth Cronström (1688–1771)  var barnbarn till Marcus Kock och blev 1708 tredje hustru till den 1716 adlade köpmannen Sebastian Tham. Hon är därmed stammoder för en av linjerna i denna adelsätt.

## Släktträd (urval)
Siffror i parentes anger tabellnummer  för den adliga grenen i Adelsvapen-Wiki.
- Marcus  Kock (1585–1657), myntmästare, född i Liège (1)
  - Daniel Kock (1616–1650), myntmästare (2)
    - Marcus Cronström (1649–1679), räntmästare, assessor (3)

  - Isaac Cronström (1620–1679), myntmästare, assessor och kammarråd (4)
    - Peter Cronström (1651–1708), assessor i Bergskollegium (5)
      - Elisabeth Cronström (1688–1771), bruksägare, donator (5f)

    - Daniel Cronström (1655–1719), diplomat (4f)
    - Isaac Cronström (1661–1751), friherre, militär (4f)
      - Daniel Isak Cronström (1715–1768), friherre generalmajor och guvernör i 's-Hertogenbosch

  - Abel Kock (1627–1668), överhovpredikant (6)
  - Elisabeth Kock (1631–1720), kallade sig Cronström, gift 1651 med affärsmannen Jacob Momma, adlad Reenstierna (omkring 1625–1678).[3]
  - Abraham Cronström (1640–1696), övermyntmästare (1f)